# Сергій Брагін
Сергій Брагін (19 березня 1967, Таллінн, Естонська РСР, СРСР) — радянський і естонський (негромадянин) футболіст, півзахисник; тренер.

## Біографія
Почав займатися футболом 1975 року. З 1983 року виступав у клубах першості КФК за таллінські команди «Ноорус», «Норма», «Зірка», «Спорт». У 1985 та 1989 роках у складі «Спорту» грав у другій лізі СРСР, у 1990 році — у Балтійській лізі. У чемпіонаті Естонії грав за команди Норма (1992—1993), Тевальте (1993), Лантана (1994—1997), Таллінна Садам (1997), Левадія (1999—2002), «Аякс Ласнамяе» (2003—2006). Також виступав у Фінляндії за «Каухайоен Карху»(1994) і «ТП-Сейняйоки» (2002) і в Бельгії за «Даринг» Бланкенберге(1998) і «Зоттегем» (1998—1999).
У 2007—2010 роках був виконавчим директором ФК «Атлетик» Таллінн, паралельно виходив на поле. Пізніше був у складі клубів «Ахтамар» (2011—2012), «Ретро» (2013—2014).
У чемпіонаті Естонії зіграв 205 матчів, забив 118 голів. Став першим гравцем, який досяг позначки в 100 голів у чемпіонатах Естонії. Сотий гол забив 20 серпня 1999 року у ворота ТФМК у своєму 113-му матчі.
У 1993 році провів 12 ігор за збірну Естонії, забив три голи. Дебютний матч зіграв 20 лютого 1993 проти Фінляндії. Перший гол забив 2 червня 1993 у ворота Шотландії, цей гол став першим для збірної Естонії в офіційних матчах з моменту відновлення незалежності, до того в п'яти матчах відбірного турніру ЧС-1994 команда воріт не вражала.
З 2015 року — тренер молодіжних команд клубу «Інфонет».

## Досягнення
- Чемпіон Естонії (6): 1992, 1992/93, 1995/96, 1996/97, 1999, 2000
- Володар Кубка Естонії (3): 1993/94, 1998/99, 1999/2000
- Власник Суперкубку Естонії (3): 1999, 2000, 2001
- Найкращий бомбардир чемпіонату Естонії (3): 1992 (18 голів), 1992/93 (27 голів), 1996/97 (18 голів)